# Голландский Маврикий
Голландский Маврикий (нидерл. Nederlands-Mauritius) — владение Голландской Ост-Индской компании на острове Маврикий между 1638 и 1710 годами, когда он использовался как перевалочный пункт для торговых кораблей. Он уже был открыт голландскими мореплавателями с 1598 года, но первое поселение на острове было основано только в 1638 году, чтобы помешать французам и англичанам первыми утвердить власть на острове.

## История
Часто высказывалось предположение, что Маврикий был впервые открыт арабами, которые назвали остров Дина Хароби. Первое историческое свидетельство существования острова, ныне известного как Маврикий, можно увидеть на карте, составленной итальянским картографом Альберто Кантино в 1502 году. Также Маврикий посетили португальцы между 1507 и 1513 годами. Однако они не интересовались этим изолированным островом. Их основная африканская колония располагалась в Мозамбике, поэтому португальские мореплаватели предпочитали использовать Мозамбикский пролив для торгового пути в Индию. Коморские острова на севере оказались более практичными для данных целей. Таким образом, португальцы не создали постоянную колонию на острове.

### Голландские моряки (1598—1637)
В 1598 году голландская экспедиция, состоящая из восьми кораблей, отправилась из порта Тексел (Нидерланды) под руководством адмиралов Якоба Корнелиса ван Шека и Вибренда ван Уорвика в сторону индийского субконтинента. Восемь кораблей столкнулись с ненастной погодой после того, как они проплыли мыс Доброй Надежды, и они разделились. Три корабля прошли путь к северо-востоку от Мадагаскара, в то время как остальные пять перегруппировались и плыли в юго-восточном направлении. 17 сентября пять кораблей по приказу адмирала ван Уорвика достигли острова. 20 сентября они вошли в защищенную бухту, которую они назвали «Порт-де-Уорик» (сейчас носит имя «Гран-Порт»). Они совершили высадку и решили назвать остров «Принс Мориц ван Нассауэйленд», после того, как принц Мориц (лат. Mauritius) из Нассауского дома стал Штатгальтером Голландии и Зеландии, за исключением Фрисландии, но также и по названию главного флагмана флота, который носил имя «Маврикий». С тех пор появилось современное название острова — Маврикий. 2 октября корабли снова отправились в море.
С этого момента бухта «Порт-де-Уорик» использовалась голландцами как перевалочный пункт после долгих месяцев в море. В 1606 году две экспедиции впервые причалили к тому месту, которое позже станет городом Порт-Луи в северо-западной части острова. Экспедиция, состоящая из одиннадцати кораблей и 1 357 человек по приказу адмирала Корниля, вошла в бухту, которую они назвали «Рад де Тортез» (дословно означает «Гавань черепах») из-за большого количества наземных черепах, которые обитали в тех местах.
С этой даты голландские моряки сделали упор на «Рад де Тортез» в качестве главной гавани на острове. В 1615 году кораблекрушение и смерть губернатора Питера Бота, который возвращался из Индии с четырьмя богато груженными кораблями, заставляли считать голландских моряков маршрут через остров проклятым, и они старались избегать его. Тем временем англичане и датчане начали вторжение в Индийский океан. Те, кто приплывал на остров, свободно вырубали и брали с собой драгоценную кору черного дерева, которое в обилии произрастало на острове.

### Голландская колонизация (1638—1710)

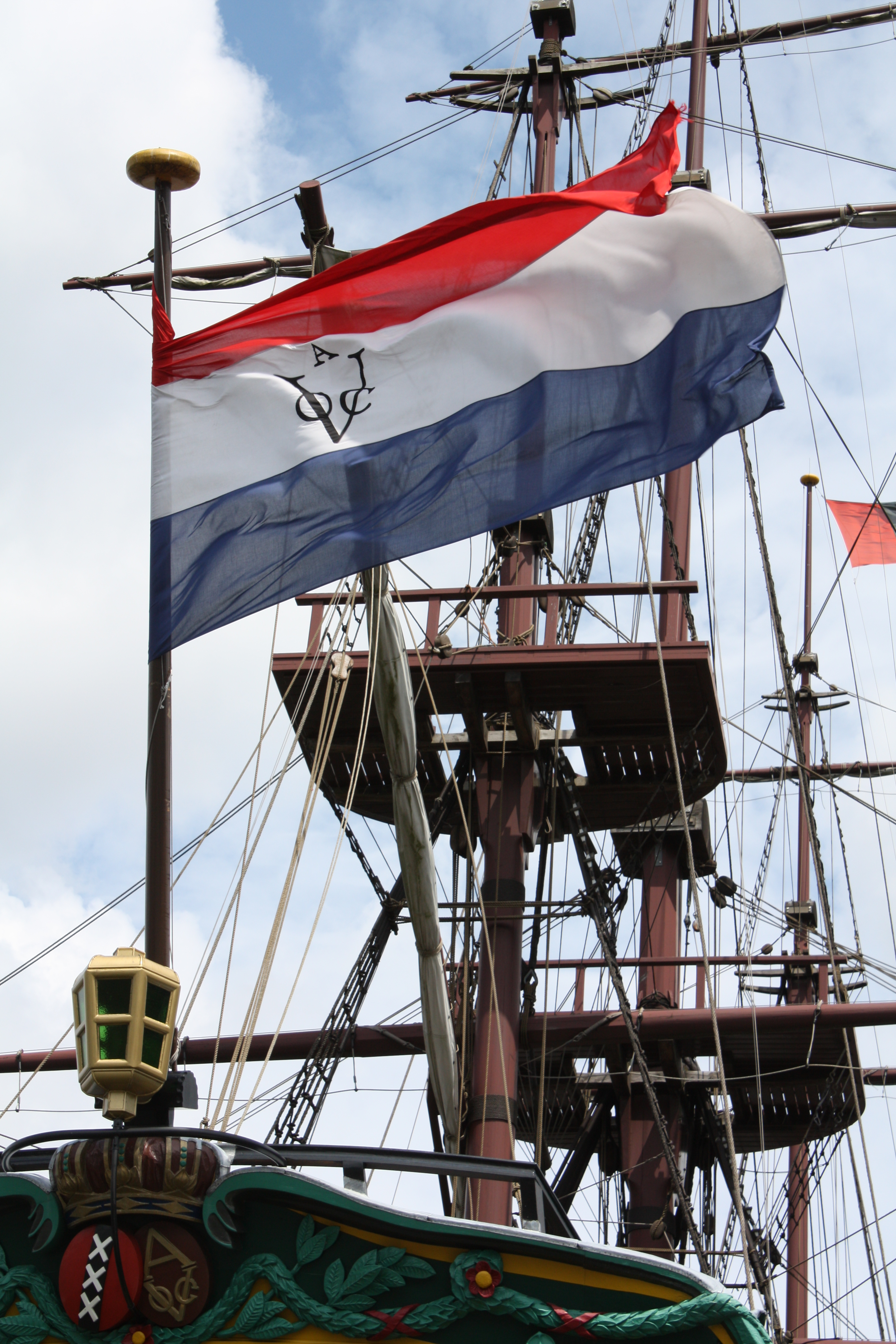
Флаг Голландской Ост-Индской компании на реплике голландского ост-индского корабля Амстердам.

Голландская колонизация острова началась в 1638 году и закончилась в 1710 году с кратковременным перерывом между 1658 и 1666 годами. Были назначены многочисленные губернаторы, но непрерывные трудности, такие как циклоны, засухи, болезни, нехватка продовольствия, давали о себе знать, остров был окончательно заброшен в 1710 году.
Остров не был постоянно населен в течение сорока лет после его открытия голландцами, но в 1638 году Корнелиус Гойер основал первое постоянное голландское поселение на Маврикии с гарнизоном в двадцать пять человек. Таким образом, он стал первым губернатором острова. В 1639 году еще тридцать человек прибыли на остров, чтобы укрепить голландскую колонию. Гойеру было поручено развивать коммерческий потенциал острова, но он не предпринимал для этого никаких мер, поэтому его отозвали с острова. Его преемником стал Адриан ван дер Стел, который приступил к своим обязанностям с должным рвением, развивая экспорт черного дерева. Для этой цели ван дер Стел доставил на остров 105 малагасийских рабов. В течение первой недели около шестидесяти рабов смогли убежать в леса; только около двадцати из них были возвращены.
В 1644 году островитянам пришлось столкнуться со многими месяцами трудностей из-за отсрочки прибытия запасов, плохих урожаев и циклонов. В течение этих месяцев колонисты могли полагаться только на себя, рыбалку и охоту. Тем не менее, ван дер Стел обеспечил перевозку еще 95 рабов из Мадагаскара, прежде чем был назначен губернатором на Цейлоне. Его заменой стал Джейкоб ван дер Меерш. В 1645 году он доставил еще 108 малагсийских рабов. Ван дер Меерш покинул Маврикий в сентябре 1648 года и был заменен Рейниром Пором.
В 1652 году колонистов, мастеров и рабов постигли еще большие страдания. Население острова тогда составляло около ста человек. Продолжающиеся трудности, связанные с коммерческим потенциалом острова, не были решены к 1657 году. 16 июля 1658 года почти все жители покинули остров, за исключением одного юноши-колониста и двух рабов, которые укрылись в лесах. Таким образом, первая попытка колонизации голландцами закончилась неудачно.

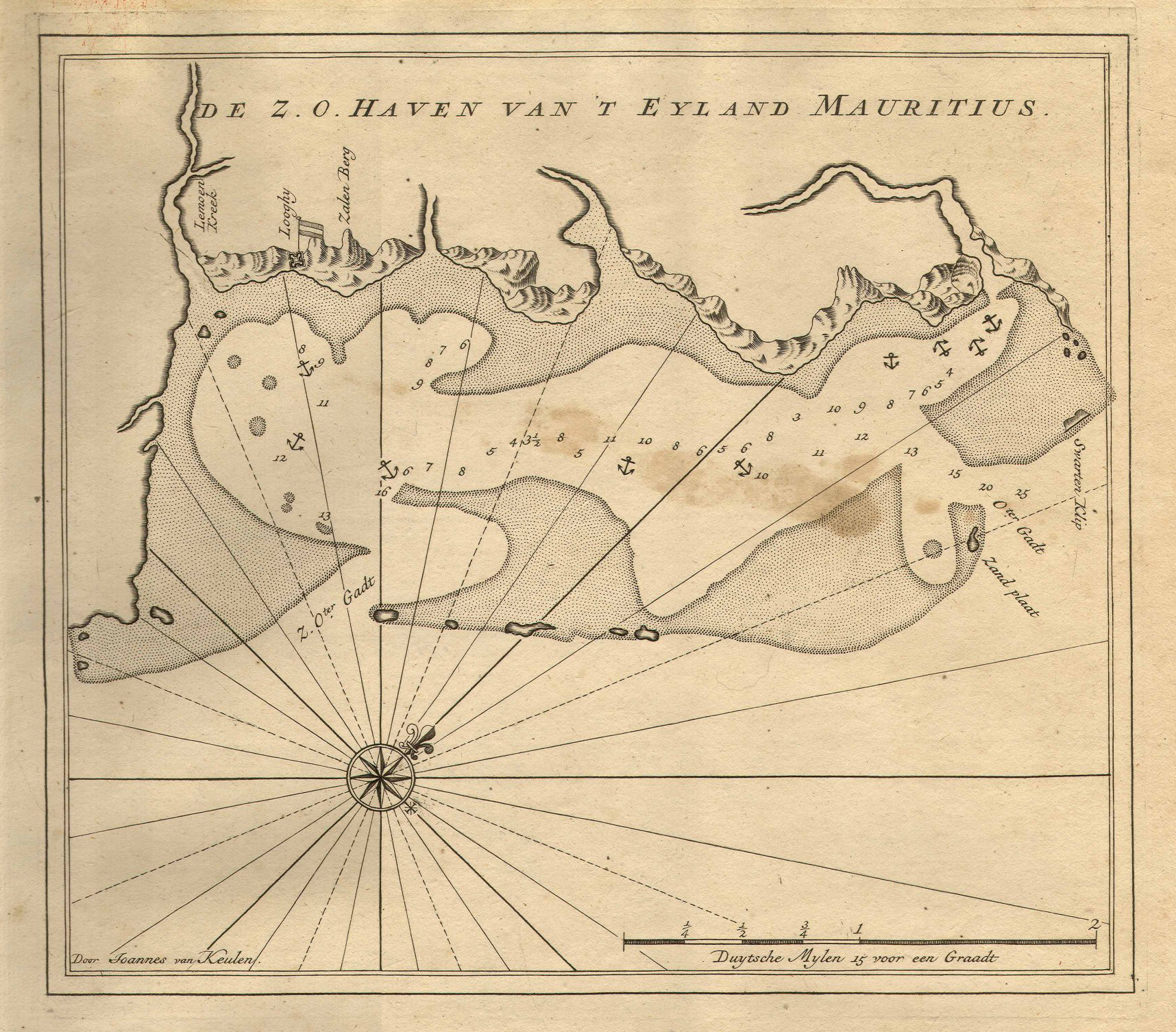
Голландская карта побережья Маврикия.

В 1664 году была предпринята вторая попытка, но она также не увенчалась успехом, так как люди, прибывшие на работу, оставили своего больного губернатора ван Нивленда без надлежащего лечения, и он умер.
С 1666 по 1669 год Дирк Янсс Смарт управлял новой колонией в Гран-Порт, экспортируя черное дерево и рабов в качестве развития торгового потенциала острова. Когда Дирк Янсс Смарт покинул остров, его заменил Джордж Фридрих Уриден. Последний умер в 1672 году, также в этом году утонули еще пять колонистов во время разведывательной экспедиции. Его заменой стал Хьюберт Хьюго, позднее ставший человеком, желавшим превратить остров в сельскохозяйственную колонию. Его видения не разделялись его руководством, и в конечном итоге он не смог полностью осуществить свои планы.

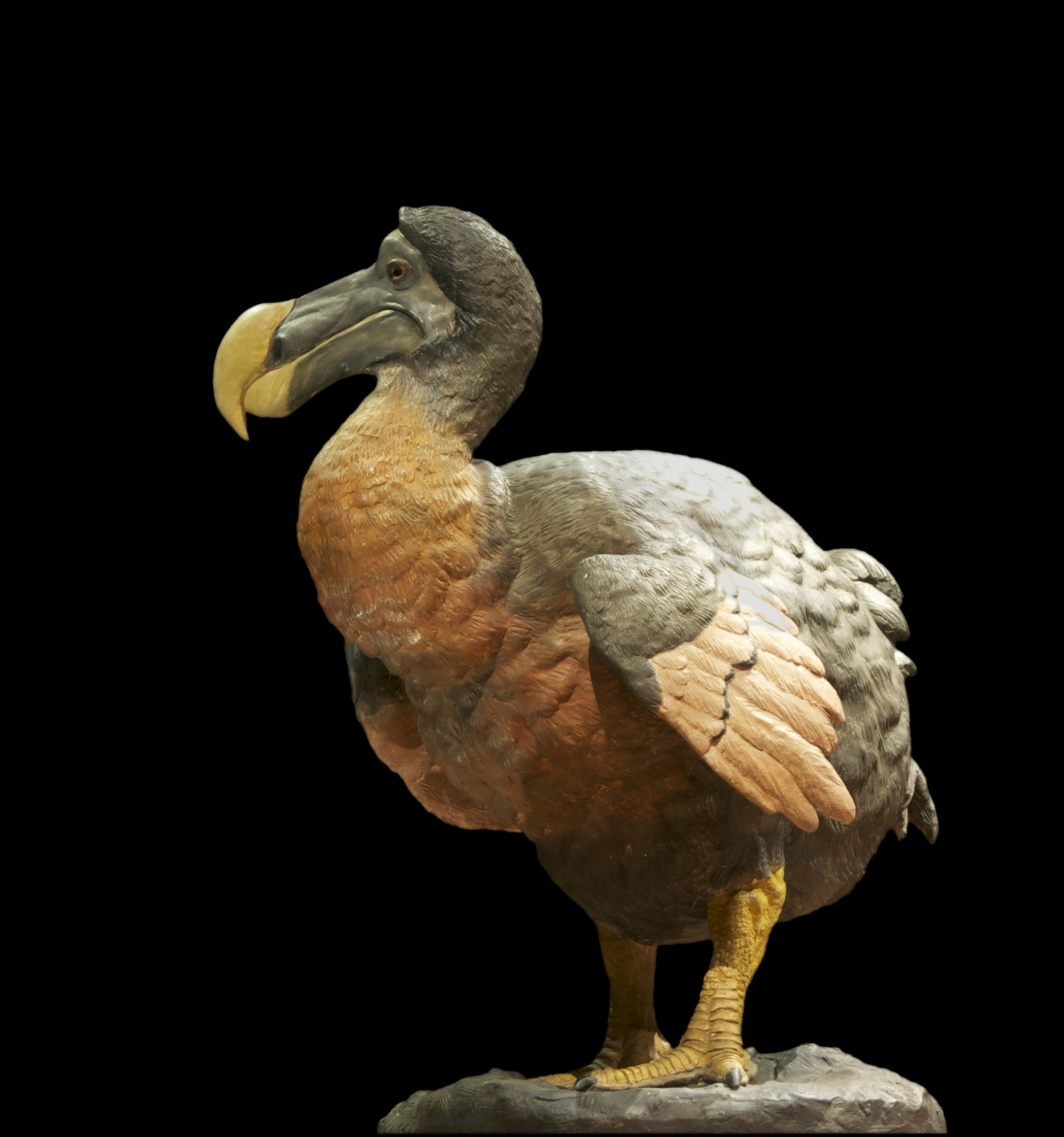
Представление вымершей птицы додо. Голландское присутствие на острове в значительной степени способствовало исчезновению этой эндемичной птицы.

Исаак Иоганнес Ламоций стал новым губернатором, когда Хьюго покинул свою должность в 1677 году. Ламоций правил до 1692 года, когда его отправили в Голландию на суд. Таким образом, в 1692 году был назначен новый губернатор Руелоф Деодати. Деодати столкнулся со многими проблемами, такими как циклоны, болезни и засухи. Разочаровавшись, Деодати в конце концов ушел в отставку, и его заменил Авраам Момбер ван де Вельде. Последний не смог улучшить ситуацию на острове и в конечном итоге стал последним голландским губернатором острова за весь период голландской колонизации. Таким образом, голландцы отказались от управления островом в 1710 году.

## Наследие
Голландцы дали название для страны и многих регионов по всему острову. Они также привезли на остров сахарный тростник с Явы. Наиболее пагубным последствием голландской колонизации стало уничтожение голландцами местных популяций додо и гигантской популяции черепах, чему также способствовало завоз на остров конкурирующих видов. Большие районы лесов были вырублены для экспорта коры черного дерева.
На острове сохранились основы Форта Фредерика Хендрика. 18 ноября 2010 года музей Фредерика Хендрика открыл посол Нидерландов в Танзании и министр культуры Маврикия Мукессвур Чоне.